# محمود اوبا، خاچماز
محمود اوبا (به ترکی آذربایجانی: Mahmudoba) یک منطقه مسکونی در جمهوری آذربایجان است که در شهرستان خاچماز واقع شده است.